# Edmond Carton de Wiart
Pour les articles homonymes, voir Carton et Wiart.
Pour les autres membres de la famille, voir Famille Carton de Wiart.
Le comte Edmond Carton de Wiart, né le 4 janvier 1876 à Bruxelles et mort le 3 décembre 1959 à Woluwe-Saint-Lambert, est un aristocrate belge proche de la famille royale belge. Il a été chef de cabinet de Léopold II et grand maréchal de la Cour de Belgique sous Baudouin Ier.

## Biographie
Edmond Constant Marie Ghislain Carton de Wiart, né le 4 janvier 1876 à Bruxelles, est le fils de l'avocat Constant Carton de Wiart (1825-1895) et de Marie Cammaerts (1844-1925). Il est issu d'une famille noble hennuyère et est le frère cadet du Premier ministre Henry Carton de Wiart. Le 3 septembre 1910, il épouse Louise de Moreau de Bioul à Bruxelles qui deviendra dame d'honneur de la reine Élisabeth de Belgique. Sa fille unique, Renée-Victoire Carton de Wiart (1918-2013), a été la dernière bourgmestre du village de Lombise avant la fusion des communes.
Il est diplômé en droit et en sciences politiques de l'Université de Louvain. Au cours de ses études, il est considéré comme l'un des introducteurs de la calotte, couvre-chef des étudiants catholiques belges. Premier d'un concours interuniversitaire, il se voit offrir la possibilité de poursuivre pendant deux ans ses études aux universités de Rome, Paris, Oxford et Berlin. Il s'établit alors comme avocat et devient en 1898 professeur extraordinaire à l'Université de Louvain, chargé du cours de finances publiques. Il deviendra membre du conseil général de l'Université catholique de Louvain.
Après ses études, il est avocat stagiaire dans le cabinet d'avocat d'Auguste Beernaert, puis devient son secrétaire alors que ce dernier occupe le poste de président de la Chambre des représentants. Après la mort de Paul de Borchgrave d'Altena en 1901, il est nommé chef de cabinet du roi Léopold II, lui apportant son soutien dans sa politique coloniale au Congo. Il est également son bras droit dans les négociations pour la reprise de l'État indépendant du Congo par l'État belge et pour le vote des lois nécessaires à la défense de la neutralité de la Belgique. Il joue également un rôle important dans la réalisation de la Donation royale, par laquelle le roi transfère ses biens personnels à l'État belge. Étant toujours proche de la famille royale belge, le roi Albert Ier et le roi Léopold III le chargeront par la suite de diverses missions,.
À partir de 1910, il est directeur à la Société Générale de Belgique. Au déclenchement de la Première Guerre mondiale en août 1914, il se porte volontaire dans l'armée belge et intègre le régiment des Carabiniers. Il est ensuite envoyé à Londres par le gouvernement belge pour y représenter la Belgique à la Commission de ravitaillement de la Belgique présidée par les États-Unis. Après la Première Guerre mondiale, il participe à la Conférence de la paix de Paris en 1919 chargé des questions financières au sein de la délégation belge ,.
En 1920, il fait l'acquisition du château de Brumagne à Lives-sur-Meuse en face des rochers de Marche-les-Dames.
Lors de l'accident qui coûte la vie au roi Albert Ier en 1934 à Marche-les-Dames, il participe aux recherches pour retrouver le souverain et ramène sa dépouille mortelle au château de Laeken.
De 1951 à 1954, il est grand maréchal de la Cour au commencement du règne de Baudouin.
Pendant 46 ans, il est président de la Commission Royale des Monuments et des Sites et président de la Donation royale depuis sa création en 1904.
À la suite de son décès le 3 décembre 1959 à Woluwe-Saint-Lambert, ses funérailles sont célébrées en l'église de Lives-sur-Meuse et il est inhumé au cimetière paroissial de cette localité.

## Œuvres
- Les Grandes compagnies coloniales anglaises du XIXe siècle, Perrin, Paris, 1899
- Léopold II, souvenirs des dernières années 1901-1909, Les Œuvres Goemaere, Éditeur, Imprimeur du roi, Bruxelles 1944

## Hommages et distinctions
Ayant été un soutien indéfectible de la dynastie belge pendant plus de cinquante ans, il est promu à plusieurs reprises dans les rangs de noblesse : chevalier en 1911, baron en 1922, comte en 1954.
De nombreuses distinctions belges et étrangères lui ont été attribuées dont :
- Grand cordon de l'ordre de Léopold (Belgique) ;
- Grand officier de l'ordre de la Couronne (Belgique) ;
- Officier de l'ordre de l'Étoile africaine (Congo belge) ;
- Commandeur de la Légion d'honneur (France) ;
- Grand officier de l'ordre de l'Empire britannique (Royaume-Uni).